# Чернігів (футбольний клуб)
ФК «Черні́гів» — професійний (з 2020 року) український футбольний клуб з однойменного міста. Учасник Першої ліги з сезону 2022/23.
Команда добре відома завдяки кадровій політиці — за ФК Чернігів грають лише чернігівці та вихованці чернігівського футболу, це єдиний в Україні та другий у Європі професіональний клуб, якій робить ставку саме на місцевих гравців.

## Назви клубу
- ЮСБ (18 червня 2003 року — травень 2017 року[4])
- ФК «Чернігів» (травень 2017 року[4] — 19 червня 2020 року[5])
- ФК «Чернігів-ЮСБ» (19 червня 2020 року[5] — серпень 2020 року)/ФК «Чернігів-ЮСБ» (19 червня 2020 року[5] — серпень 2020 року)
- ФК «Чернігів» (з серпня 2020 року)

## Історія

Логотип клубу ЮСБ (2003—2017)

Датою народження чернігівської футбольної команди ЮСБ можна вважати 18 червня 2003 року, коли на полі стадіону Чернігівського військового ліцею відбулася перша офіційна гра в історії ЮСБ. Це був матч проти команди «Фортуна-Чернігівгаз» у межах Чемпіонату Чернігова з футболу, і закінчилася гра поразкою ЮСБ з рахунком 0:2. Але далі справи команди йшли тільки вгору. ЮСБ вдалося вийти у фінал чотирьох, де жовто-чорні здобули дві перемоги при одній поразці й посіли підсумкове друге місце в чемпіонаті.
У сезоні 2004 ЮСБ опинилося на четвертому місці в чемпіонаті. Також вдалося завоювати Кубок Чернігова — на стадіоні ім. Ю. Гагаріна ЮСБ здолав команду «Шина» — 4:2. На початку року команді вдалося взяти «бронзу» в турнірі з міні-футболу на призи СК «Хімік». У кубку, обігравши на своєму шляху декілька грізних команд (серед них і з «вишки» області), дісталися півфіналу, де «Шина» взяла реванш за минулий рік.
У 2006 році команда ЮСБ вперше виступала і в чемпіонаті Чернігівського району, де команді вдалося увійти до фінальної четвірки. Також цього року прийшли перші футзальні перемоги.
Початок 2007 року ознаменувався виходом у фінал чемпіонату Чернігівської області з футзалу. А вже влітку команда брала участь у першій лізі чемпіонату Чернігівської області з футболу.
У 2008 році команда вперше спробувала свої сили у Вищій лізі Чернігівської області з футболу. Команда виступила в новому чемпіонаті не найкращим чином, посівши 10 місце в турнірній таблиці. В кубку міста з футзалу чорно-жовті взяла реванш, завоювавши Кубок Чернігова.
Сезон-2011 став дуже пам'ятним і значущим для клубу — злагоджена робота нарешті почала давати бажаний результат. На початку року ЮСБ посіло третє місце в Чемпіонаті міста з футзалу, потім здобута перемога в передсезонному турнірі YSB Cup. Фіналом стала яскрава та впевнена гра в Чемпіонаті Чернігівської області. До останнього туру команда підійшла на другому місці, відстаючи на два очки від команди «Єдність-2» (Плиски), при цьому доля головного трофея повинна була вирішитися в очному матчі. У ситуацію втрутилася Чернігівська федерація футболу, фактично зірвавши цю гру. Всупереч календарю та регламенту ЮСБ змушували грати цей матч в Плісках. Клуб, виконавши всі норми і правила, підготував центральний стадіон області, щоб прийняти на ньому гостей і визначити сильнішого, але за вказівкою федерації ні гості, ні суддівська бригада не прибули на матч.
КДК Федерації футболу України, розглянувши заяву ФК ЮСБ, виніс вердикт — матч потрібно провести саме в Чернігові, однак Чернігівська федерація так і не змогла організувати зустріч та просто оголосила команду з Плісок чемпіоном. Рішення було дивним, але керівництво ЮСБ ніколи не ганялося за титулами, не мало дурних та нікому не зрозумілих амбіцій, а в усьому і завжди дотримувалося спортивного принципу. Не впадаючи у відчай, футболісти й далі грали та завойовували медалі: пішли чергові перемоги в Чемпіонаті Чернігова з футболу та Відкритому Кубку Чернігова з футзалу — вчетверте поспіль.
Початок 2012 року ознаменувався не дуже вдалою грою і третім місцем в Чемпіонаті міста з футзалу, в турнірі YSB Cup також була «бронза». І все ж команда набрала хід і «виносила» всіх своїх суперників в Кубку Чернігівської області. Так сталося і в фіналі — ЮСБ здобув впевнену перемогу над «Єдністю» з рахунком 4:1. За значної підтримки вболівальників з Чернігова на нейтральному стадіоні в Ніжині чорно-жовті довели всім свою перевагу саме на футбольному полі, а не в кабінетах чиновників, взявши тим самим блискучий реванш за минулий сезон.
Дебют у всеукраїнських змаганнях
У 2013 року клуб вперше брав участь у змаганнях Чемпіонату України серед аматорів. «Тиграм» вдалося вийти у фінальний етап з першої ж спроби. Перед початком змагань була здобута перемога в традиційному турнірі YSB Cup, ФК ЮСБ став володарем Суперкубка Чернігівської області, а також вийшов у півфінал кубка області. Дебют на всеукраїнському рівні вийшов вдалим: після кількох важливих перемог над потужними суперниками команда ЮСБ пробилася до фінальної частини чемпіонату. Там чернігівці здобули перемогу над майбутнім чемпіоном ОДЕК (Оржів), але поступилися «Бастіону» (Іллічівськ) та «Локомотиву» (Куп'янськ), посівши третє місце у своїй підгрупі.
У 2014 році через непорозуміння з Федерацією футболу Чернігівської області частина команд створила окремий турнір — Чернігівську Прем'єр-лігу. У підсумку в Кубку Чернігівської Прем'єр-ліги футболісти ЮСБ дійшли до півфіналу, а в чемпіонаті задовольнялися срібними медалями. У наступному сезоні команда, завоювавши кубок зимового чемпіонату, очікувала старту Чернігівської Прем'єр-ліги, хоча те, в якому змаганні належить грати, було ще не ясно. Незважаючи на всі непорозуміння, керівництво клубів та федерації досягли компромісу і в Чемпіонат Чернігівської області заявилося одинадцять команд. Однак через чергове свавілля федерації вісім колективів знялися з чемпіонату. Щоб не втрачати ігрову практику, довелося організувати власний чемпіонат. У ньому ЮСБ дісталися бронзові медалі.
2016 рік став знаменним в історії команди. Безумовно, найголовнішою подією став початок будівництва власного стадіону — «Чернігів-Арени». У змаганнях ЮСБ спочатку здобув перемогу в турнірі «Зимова Іскра», а потім завоювала золоті медалі Чернігівської Прем'єр-ліги.
Рік потому клуб здобув перемогу в Чемпіонаті та Кубку «Зимова Іскра», стала володарем YSB Cup, виграла Відкритий Чемпіонат Чернігова з футболу, стала бронзовим призером Чемпіонату Чернігівської області. Крім того, після трирічної перерви команда взяла старт у Чемпіонаті України серед аматорів, ставши учасником фінального етапу.
Ребрендинг та професіональний статус
2017 рік приніс дуже багато змін як у саму команду, так і в спортивне життя всього міста Чернігова. В результаті ребрендингу ЮСБ змінив назву на ФК Чернігів, змінивши також клубну емблему, на якій з'явився тигр. Назва є даниною рідному місту, яке представляє команда. Завершилася перша черга будівництва — всі домашні матчі ФК Чернігів у 2017 році пройшли на власній сучасній арені. Крім того, була відкрита дитяча футбольна школа, в якій станом на 2022 рік займається більше двохсот юних футболістів.
Після закінчення сезону 2019/2020, в якому команда пробилася до фіналу Чемпіонату України серед аматорів, а також стала кращою в області, відбулася по істині визначна подія в історії ФК Чернігів — «тигри» зробили черговий крок вперед у своєму розвитку, отримавши професійний статус. Чернігівський клуб дебютував у Другій лізі, здобувши низку перемог над «Рубіконом» (Київ), «Буковиною» (Чернівці) і «Чайкою» (Петропавлівська Борщагівка). У сезоні 2021/2022 ФК Чернігів також грав у Другій лізі, а з сезону 2022/2023 бере участь у змаганнях Першої ліги. Дебютну перемогу на новому рівні чернігівці здобули 17 вересня в гостях над запорізьким «Металургом» (2:0).
Інфраструктура
ФК Чернiгів має власний сучасний стадіон — Чернігів-Арену, яка була побудована головним інвестором клубу — COLLAR Company. Таким чином, використовувалися виключно приватні інвестиції — при будівництві не було витрачено жодної гривні з державного бюджету.
Стадіон «Чернігів-Арена» — одна з найкращих споруд України у своєму класі. Гравці користуються полем зі штучним покриттям, сучасними роздягальнями, душовими і парковками. Трибуни розраховані на 500 глядачів, а в будівництві стадіону застосовані найсучасніші технології. Крім основного поля «Чернігів-Арена» може похвалитися дитячим спортзалом, спортивним магазином, клубним музеєм, двома футзальними майданчиками та одним мультиспортивним (для баскетболу, тенісу, волейболу).
На ньому також тренуються і проводять матчі інші команди з Чернігова та області — єдине в місті повнорозмірне штучне поле дозволяє робити це в будь-яку пору року та в будь-який час доби. Там же проходять матчі Вищої та Першої ліги жіночих команд і тренування Національної жіночої збірної України. У дитячій спортивній школі при стадіоні займаються вже понад 200 футболістів.
З 2017 року Чернігів-Арена прийняла понад 170 тисяч спортсменів і вболівальників, на стадіоні пройшло понад 6 тисяч матчів і тренувань. Проект розвитку передбачає розширення місткості до 5 тисяч місць, а також будівництво єдиної в місті зали для ігрових видів спорту (футзал, баскетбол, волейбол).
Під час повномасштабної російської агресії стадіон серйозно постраждав від обстрілів окупантів. Всю першу половину сезону 2022/23 ФК Чернігів відіграв на стадіоні «Юність».

## Досягнення
Чемпіонат Чернігівської області:
 Переможець: 2019
 Срібний призер: 2011
 Бронзовий призер (3): 2013, 2017, 2018
Кубок Чернігівської області:
 Володар: 2012
Суперкубок Чернігівської області:
 Володар (2): 2012, 2019
Міські чемпіонати:
 Переможець Відкритого Чемпіонату Чернігова з футболу: 2017
 Віцечемпіон Чернігова: 2003
 Переможець Чернігівської Прем'єр-ліги: 2016
 Віцечемпіон Чернігівської Прем'єр-ліги: 2014
 Бронзовий призер Чернігівської Прем'єр-ліги: 2015
 Переможець Чемпіонату Чернігова «Зимова Іскра» (2): 2013, 2017
Міські кубки:
 Володар Кубка Чернігова (2): 2004, 2010
 Фіналіст Кубка Чернігівської Прем'єр-ліги: 2016
 Фіналіст Кубка Чернігова «Зимова Іскра»: 2016
 Володар YSB Cup (3): 2011, 2013, 2017
 Бронзовий призер YSB Cup (2): 2012, 2016

## Склад команди
Станом на 20 березня 2025  року відповідно до офіційної заявки на сайті ПФЛ
| №  | Поз. | Нац.    | Гравець                    |
| -- | ---- | ------- | -------------------------- |
| 1  | ВР   | Україна | Олександр Ширай            |
| 22 | ВР   | Україна | Олександр Рощинський       |
| 35 | ВР   | Україна | Максим Татаренко           |
| 99 | ВР   | Україна | Денис Герасименко          |
| 2  | ЗХ   | Україна | Едуард Галстян             |
| 3  | ЗХ   | Україна | Максим Шумило              |
| 12 | ЗХ   | Україна | Єгор Картушов              |
| 20 | ЗХ   | Україна | Дмитро Фатєєв              |
| 21 | ЗХ   | Україна | Владислав Школьний         |
| 23 | ЗХ   | Україна | Олексій Зенченко (капітан) |
| 24 | ЗХ   | Україна | Ярослав Куча               |
| 25 | ЗХ   | Україна | Андрій Олексенко           |
| 38 | ЗХ   | Україна | Павло Шушко                |
| 55 | ЗХ   | Україна | Анатолій Романченко        |
| 6  | ПЗ   | Україна | Єгор Шалфєєв               |

| №  | Поз. | Нац.    | Гравець              |
| -- | ---- | ------- | -------------------- |
| 7  | ПЗ   | Україна | Дмитро Мироненко     |
| 8  | ПЗ   | Україна | Артур Бибік          |
| 9  | ПЗ   | Україна | Дмитро Кулик         |
| 13 | ПЗ   | Україна | Джіліндо Безгубченко |
| 14 | ПЗ   | Україна | Дмитро Сахно         |
| 19 | ПЗ   | Україна | Нікіта Посмашний     |
| 27 | ПЗ   | Україна | Даніїл Горбик        |
| 31 | ПЗ   | Україна | Віталій Ментей       |
| 33 | ПЗ   | Україна | Андрій Порохня       |
| 97 | ПЗ   | Україна | Максим Сердюк        |
| 10 | НП   | Україна | В'ячеслав Койдан     |
| 11 | НП   | Україна | Павло Федосов        |
| 17 | НП   | Україна | Андрій Новіков       |
| 77 | НП   | Україна | Данііл Вольський     |

## Керівництво та тренерський штаб
Президент клубу — Юрій Синиця
Генеральний директор клубу — Микола Синиця
Виконавчий директор клубу — Костянтин Жир
Головний тренер — Валерій Чорний
Асистент головного тренера — Михайло Ярмошенко
Асистент головного тренера — Андрій Поляниця
Тренер воротарів — Артем Падун
Лікар-реабілітолог — Артем Бердиченко
Адміністратор — Дмитро Авраменко
PR-менеджер — Олександр Гребенников
Прес-аташе — Дмитро Лущай
Директор Чернігів-Арени — Анатолій Дудчик

## Статистика виступів
| Сезон   | Ліга      | М                   | І  | В  | Н | П  | ГЗ | ГП | О  | Кубок України | Примітка       |
| ------- | --------- | ------------------- | -- | -- | - | -- | -- | -- | -- | ------------- | -------------- |
| 2020–21 | Друга «А» | 10 з 14             | 24 | 5  | 6 | 13 | 19 | 33 | 21 | 1/64 фіналу   |                |
| 2021–22 | Друга «А» | 10 з 14             | 18 | 5  | 5 | 8  | 17 | 24 | 20 | 1/32 фіналу   | Підвищення     |
| 2022–23 | Перша     | 13 з 16             | 14 | 5  | 4 | 5  | 15 | 16 | 19 | не проводився |                |
| 2023–24 | Перша     | 19 з 20             | 28 | 6  | 5 | 17 | 34 | 66 | 23 | 1/64 фіналу   | Пониження      |
| 2024–25 | Друга «Б» | 2 з 10 (3 з 20[17]) | 18 | 11 | 5 | 2  | 30 | 8  | 38 | 1/32 фіналу   | Підвищення[18] |